# Aïnou (langue du Japon)
Pour les articles homonymes, voir Aïnou.
Cet article concerne la langue aïnoue. Pour le peuple aïnou, voir Aïnous (ethnie du Japon). À ne pas confondre avec l’aïnou (langue ouïghoure), langue des Aïnous (ethnie de Chine)
 (janvier 2016).
Si vous disposez d'ouvrages ou d'articles de référence ou si vous connaissez des sites web de qualité traitant du thème abordé ici, merci de compléter l'article en donnant les références utiles à sa vérifiabilité et en les liant à la section « Notes et références ».
L’aïnou (autonyme : アイヌ イタㇰ, aynu itak dans cette langue ; japonais : アイヌ語 ainu-go) est une langue traditionnellement parlée par les Aïnous, implantée sur l'île japonaise de Hokkaidō.

## Histoire
Majoritairement parlée dans les îles Kouriles jusqu'au milieu du XIXe siècle, et plus anciennement dans les îles de Honshū et de Sakhaline, la langue aïnoue est en voie d'extinction.
La Pérouse a fait relever un Vocabulaire des habitans de l'isle Tchoka, formé à la baie de Langle en juillet 1787.
Le missionnaire John Batchelor a édité en 1905 un dictionnaire trilingue ainou-anglais-japonais.
En 1996, il ne restait plus qu'une dizaine de locuteurs, tous âgés de plus de 80 ans. En 2006, grâce aux efforts des défenseurs de cette langue tels que Shigeru Kayano, on comptait 304 locuteurs.  
Depuis les années 2020, de plus en plus de jeunes locuteurs, dont par exemple Maya Sekine (関根摩耶, 1999- ) organisent des cours de Aïnou, accessibles notamment en ligne,.

## Classification
L'aïnou est un isolat : les spécialistes n'ont pas réussi à établir sa parenté linguistique avec d'autres langues. D'un point de vue typologique, il est plutôt proche des langues dites paléo-sibériennes. On constate un certain nombre de mots communs entre l'aïnou et le nivkhe (anciennement appelé guiliak) ainsi qu'entre l'aïnou et le japonais, mais dans le second cas il s'agit d'emprunts. Toutefois, certaines racines sont clairement sibériennes, comme *it-, « langue, mot », que l'on retrouve en samoyède.

## Variétés
Shibatani et Piłsudski suggèrent que les variétés de l'aïnou sont des langues indépendantes. Refsing argue que les variétés d'Hokkaido et de Sakhaline n'étaient pas mutuellement compréhensibles. Cependant, Vovin parle de dialectes de l'aïnou. Hattori a trouvé une première division entre les langues aïnoues entre Sakhaline et Hokkaido. 
Les langues ou dialectes aïnous sont généralement classés comme ceci :
- Proto-aïnou
  - Proto-aïnou de Sakhaline
    - Aïnou de Sakhaline

  - Proto-aïnou d'Hokkaido-Kouriles
    - Aïnou d'Hokkaido
    - Aïnou des Kouriles

## Phonologie

### Consonnes
|               | Bilabiales | Labio- vélaires | Alvéolaires | Palatales | Vélaires | Glottales |
| ------------- | ---------- | --------------- | ----------- | --------- | -------- | --------- |
| Occlusives    | p          |                 | t           |           | k        | (’ [ʔ])   |
| Affriquées    |            |                 | c ([ts])    |           |          |           |
| Nasales       | m          |                 | n           |           |          |           |
| Fricatives    |            |                 | s           |           |          | h         |
| Approximantes |            | w               |             | y ([j])   |          |           |
| Battues       |            |                 | r ([ɾ])     |           |          |           |

L'aïnou ne connaît pas d'opposition de voisement, et les occlusives et affriquées peuvent être voisées à l'intervocalique ou après une nasale. Les sifflantes s et c peuvent se réaliser comme des alvéolo-palatales. L'apostrophe sert principalement à désambiguïser certaines graphies homonymes en notant une occlusive glottale qui n'est pas vraiment un phonème.

### Voyelles
L'aïnou possède cinq voyelles.
|            | Antérieures | Centrales | Postérieures |
| ---------- | ----------- | --------- | ------------ |
| Fermées    | i           |           | u            |
| Mi-fermées | e           |           | o            |
| Ouvertes   |             | a         |              |

### Accent
L'aïnou possède un accent de hauteur distinctif capable de distinguer des paires minimales comme nisáp « tibia » vs. nísap « soudainement ». La syllabe accentuée est prononcée sur un ton haut, les syllabes précédentes sur un ton bas. C'est donc le passage d'un ton bas à un ton haut qui caractérise l'accent en aïnou.
La position de l'accent aïnou est en grande partie prédictible. La plupart des mots sont par défaut accentués sur la première syllabe s'il s'agit d'une syllabe lourde ((C)VC, ex. áynu « personne »), sur la seconde si la première est légère (CV, ex. Kotán « village »). L'accent n'est donc pas indiqué à l'écrit sauf pour les exceptions à cette règle.

## Morphologie

### Morphologie verbale
L'aïnou possède un système d'indexation des arguments sur le verbe où des préfixes pronominaux s'attachant au verbe indiquent la personne du sujet pour les verbes intransitifs, et du sujet et de l'objet pour les verbes transitifs. Les indices pronominaux sont par convention séparés du verbes par le symbole «=».
|             |      |      | objet   | objet   | objet | objet  | objet | objet |
| intransitif | 1SG  | 1PL  | 2SG     | 2PL     | 3     | INDF   |       |       |
| ----------- | ---- | ---- | ------- | ------- | ----- | ------ | ----- | ----- |
| sujet       | 1SG  | ku=  |         |         | eci=  | eci=   | ku=   | ku=i= |
| sujet       | 1PL  | as=  |         |         | eci=  | eci=   | ci=   | a=i=  |
| sujet       | 2SG  | e=   | en=     | un=     |       |        | e=    | e=i=  |
| sujet       | 2PL  | eci= | eci=en= | eci=un= |       |        | eci=  | eci=i |
| sujet       | 3    | ∅    | en=     | un=     | e=    | eci=   | ∅     | i=    |
| sujet       | INDF | an=  | a=e=    | a=un=   | a=e=  | a=eci= | a=    | a=i=  |

## Écriture

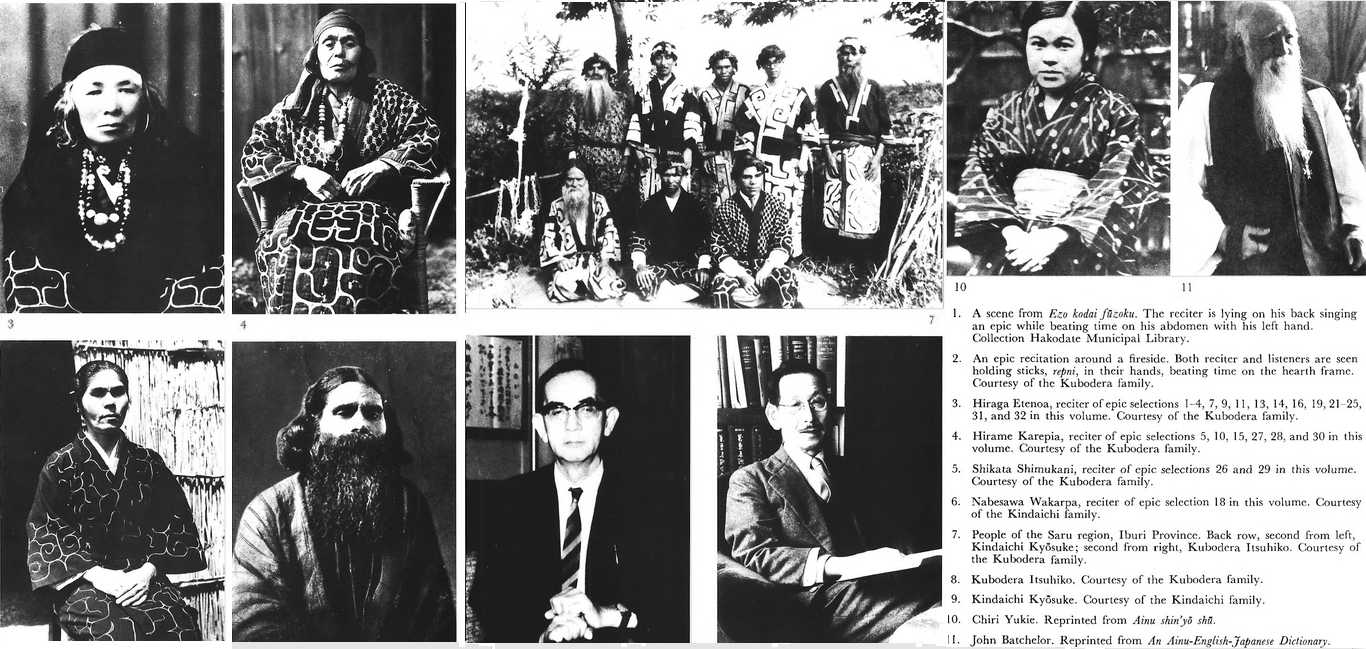
Quelques poètes et écrivains du XX

Les Aïnous ne possèdent pas d'écriture à l'origine, leur savoir se transmettant oralement. Aujourd'hui la langue aïnoue est écrite à l'aide de l'écriture japonaise katakana (avec quelques symboles spéciaux), mais aussi à l'aide de l'alphabet latin. Le principal journal en langue aïnoue, The Ainu Times, publie une version katakana et une version en lettres latines. Les publications linguistiques utilisent en général la transcription latine, et les publications japonaises pour le grand public, la transcription en katakana.

## Littérature aïnoue
Le linguiste Kyōsuke Kindaichi a regroupé de nombreux poètes et édité leurs œuvres.

## Répartition géographique

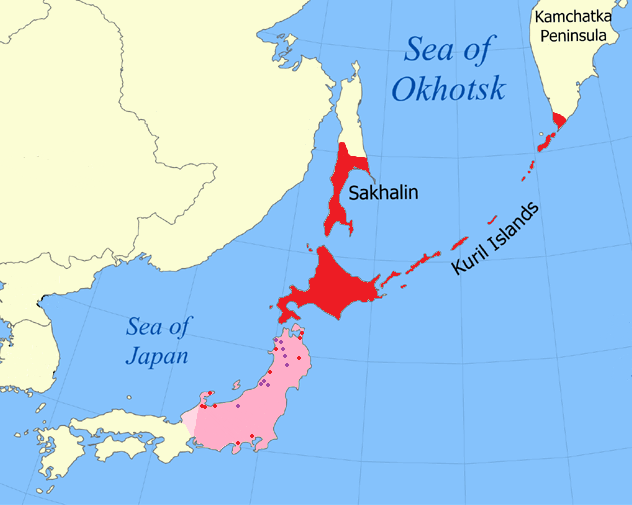
Rouge : régions où habitent les Aïnous ;
Rose : anciennes régions supposées aïnoues en raison des toponymes.

L'aïnou est presque éteint : il n'est plus transmis aux nouvelles générations depuis longtemps et il ne restait en 1996 qu'une dizaine de locuteurs natifs maîtrisant vraiment la langue. Le Japon compte cent cinquante mille individus se réclamant d'ascendance aïnoue (et probablement bien plus encore si on inclut ceux qui s'ignorent de cette origine, ou préfèrent la taire par crainte des discriminations). Ces personnes, pour la plupart, ne parlent que le japonais, bien que l'on observe un nombre croissant de personnes désirant apprendre l'aïnou. Il existe aussi une signalisation routière bilingue dans les zones de langue aïnoue. Cette évolution récente est à porter au crédit d'activistes aïnous, dont en particulier Shigeru Kayano.